# Taiwan i olympiska vinterspelen 2006
Taiwan deltog i olympiska vinterspelen 2006 under namnet Kinesiska Taipei efter en namnkonflikt med Kina. Taiwans enda deltagare var Ma Chih-Hung, född 1985, som deltog i Rodel.

## Resultat

### Rodel
| Nr     | Pl. | Tid(sek) |
| Lopp 1 | 32  | 53.939   |
| Lopp 2 | 30  | 53.605   |
| Lopp 3 | 31  | 53.977   |
| Lopp 4 | 33  | 53.620   |
| Totalt | 28  | 3:35.141 |